# 韋巨源
韋 巨源（い きょげん、631年 - 710年）は、唐代の政治家。本貫は京兆府万年県。

## 経歴
尚衣奉御の韋思仁（隋の舒国公韋匡伯の子で、韋孝寛の子の韋摠の孫）の子にあたる。武周のとき司賓寺少卿に累進し、司府寺卿に転じた。長寿2年（693年）、文昌右丞（尚書右丞）・同鳳閣鸞台平章事（宰相）となった。長寿3年（694年）、平章事のまま、夏官侍郎に転じた。証聖元年（695年）、李昭徳の事件に連座して鄜州刺史として出された。久視元年（700年）、地官尚書に任じられ、神都留守をつとめた。長安2年（702年）、入朝して刑部尚書に転じ、さらに太子賓客を加えられ、再び神都留守をつとめた。
神龍元年（705年）、入朝して工部尚書に任じられ、同安県子に封じられた。さらに吏部尚書・同中書門下三品に転じ、郇県伯に進封された。ときに韋安石が中書令をつとめており、巨源はその近親であることから、知政事（宰相）から退任した。景龍元年（707年）、巨源は侍中・中書令に転じ、舒国公に進封された。巨源は唐休璟・李懐遠・祝欽明・蘇瓌らとともに「垂拱格」と「格後勅」を制定し、施行させた。ときに河北で洪水が起こり、貝州刺史の宋璟が租庸の免除を求めたが、巨源は穀物は水没しても養蚕で庸調を払うことは可能としたため、河北の人口は大規模に流出した。
景龍2年（708年）、韋皇后の衣装箱の中の裙の上から五色の雲が沸き起こったとされ、巨源は瑞祥として天下に布告するよう請願して、中宗に許可された。中宗は符瑞を信じていたので、巨源は迦葉志忠・鄭愔・宗楚客・趙延禧らとともに瑞祥を上表して、韋皇后の権威を強化した。
景龍3年（709年）、巨源は知政事のまま尚書左僕射に任じられた。ほどなく監修国史のまま尚書令・同中書門下三品となった。南郊で郊祀をおこなうことになると、而巨源は韋皇后の意を受けて、祝欽明の議論に賛同し、韋皇后を亜献とし、巨源を終献とした。唐隆元年（710年）6月、臨淄郡王李隆基の起兵によって韋皇后が殺害されると、巨源は都街に出て、乱兵に殺害された。享年は80。景雲元年（同年）、睿宗が復位すると、巨源は特進・荊州大都督の位を追贈された。諡は昭といった。

## 伝記資料
- 『旧唐書』巻92 列伝第42
- 『新唐書』巻123 列伝第48